# Giovanni Apobolimeo
Giovanni Apobolimeo (Kreuznach, ... – Amberg, 1539) è stato un francescano tedesco.
Lettore di teologia alle università di Magonza, Ingolstadt, Heidelberg e Tubinga, dal 1516 fu guardiano a Magonza. 
In agguerrite prediche favorì il diffondersi dell'indulgenza ed osteggiò violentemente il luteranesimo.